# Kamma (casta)
Kamma o Kammavaru è un gruppo sociale che risiede prevalentemente negli stati dell'India meridionale di Andhra Pradesh, Tamil Nadu e Karnataka. Un cospicuo numero di Kamma è emigrato negli Stati Uniti.